# 浙江海洋学院
浙江海洋大学（せっこうかいようがだいがく）は、浙江省舟山市の定海区にある大学。1958年に舟山水産学院が設立。1975年に浙江水産学院と改称。1998年に舟山師範専科学校と合併して浙江海洋学院となる。2016年に現名称へ改称。